# 1869 a jogalkotásban
1869-ben az alábbi jogszabályokat alkották meg:

## Magyarország

### Törvények
- 1869. évi I. törvénycikk A magyar sorhadi csapatokhoz és a hadtengerészethez szükséges évi ujoncz-jutalék megállapítása, s az 1869-dik évre megajánlása tárgyában
- 1869. évi II. törvénycikk A vámkezelési költségek általánositásáról
- 1869. évi III. törvénycikk A népszámlálás
- 1869. évi IV. törvénycikk A birói hatalom gyakorlásáról
- 1869. évi V. törvénycikk A magyar nyugoti mozdonyvasut kiépitése tárgyában
- 1869. évi VI. törvénycikk Az első magyar-gácsországi mozdonyvasut épitése és üzlete tárgyában
- 1869. évi VII. törvénycikk A német vámegylettel 1868 márcz. 9-én kötött kereskedelmi- és vámszerződésről
- 1869. évi VIII. törvénycikk Az Angolországgal 1868. évi ápril 30-án kötött hajózási szerződésről
- 1869. évi IX. törvénycikk A tiroli Jungholz községnek, a bajor vám- és közvetett adórendszerhez kapcsolása iránt Bajorországgal 1868. május 3-án kötött szerződésről
- 1869. évi X. törvénycikk A svájczi szövetséggel 1868 julius 14-én kötött kereskedelmi szerződésről
- 1869. évi XI. törvénycikk A svájczi szövetséggel 1868 julius 15-én kötött postaszerződésről
- 1869. évi XII. törvénycikk Az 1868:VII. törvénycikk bővitése, illetőleg módositása iránt
- 1869. évi XIII. törvénycikk A szerb fejedelemséggel 1868 deczember 14-én kötött postaszerződésről
- 1869. évi XIV. törvénycikk Az egyesült Duna-fejedelemségekkel 1868 julius 14-én kötött postaszerződésről
- 1869. évi XV. törvénycikk A magyar sorhadi csapatokhoz és a hadtengerészethez 1870. évre szükséges ujoncz- és póttartaléki jutalékok megajánlása tárgyában
- 1869. évi XVI. törvénycikk A pénzintézetek, részvénytársulatok és egyletek üzletére vonatkozó bélyeg- s illeték szabályozásáról
- 1869. évi XVII. törvénycikk A bélyeg és illetékek, valamint a dijak iránt fennálló szabályok érvényének meghosszabbitásáról
- 1869. évi XVIII. törvénycikk A bor- és husfogyasztási adóról
- 1869. évi XIX. törvénycikk A dohány-jövedék iránt
- 1869. évi XX. törvénycikk A czukoradóról
- 1869. évi XXI. törvénycikk A ház-, jövedelem- és személyes kereseti adóról
- 1869. évi XXII. törvénycikk A horvát-szlavon-dalmát miniszter és segédszemélyzete 1869. évi szükségletének fedezéséről
- 1869. évi XXIII. törvénycikk A hirlapbélyeg eltörléséről
- 1869. évi XXIV. törvénycikk Ő császári és apostoli királyi Felsége 1869. évi keleti útja költségeinek fedezéséről
- 1869. évi XXV. törvénycikk A Mácsa-Ecskendi és valkó-szent-lászlói birtokrészek megvételéről és a koronai javak állományába sorozásáról
- 1869. évi XXVI. törvénycikk Az 1870-ik év január 1-től ugyanazon év márczius 31-ig viselendő közterhekről és fedezendő kiadásokról